# Centre Meteorològic Territorial
El Centre Meteorològic Territorial és un edifici de Barcelona inclòs a l'Inventari del Patrimoni Arquitectònic de Catalunya.

## Descripció
És un edifici situat al Passeig Marítim de Barcelona. Té una configuració circular de 33 metres de diàmetre per 22,30 metres d'altura, amb cinc plantes i un soterrani. S'organitza a partir d'un estret espai central que estableix dues crugies funcionals separades per un corredor de circulacions. La crugia intermèdia adopta una forma octogonal, i els setze pilars que la formen determinen la posició dels tancaments. El cilindre resultant queda tallat en dos bisells per dos dels costats, fent així una al·lusió a la traça del cinturó litoral. L'estructura és de formigó vist fins a la tercera planta; a les dues superiors queda aplacat amb pedra blanca. L'accés, a la planta baixa, es fa a través de vuit obertures equidistants. El pati central de nou metres de diàmetre proporciona il·luminació a l'interior.
Actualment, l'edifici acull la seu del Departament Meteorològic i l'autoritat Portuària, ambdós amb accés independent.

## Història
Edifici construït per als Jocs Olímpics del 1992 amb la finalitat de ser la seu del grup meteorològic que feia les projeccions del temps per a les proves olímpiques a l'exterior. Durant els Jocs també va albergar la premsa. Va ser dissenyat per l'arquitecte Álvaro Siza Vieira, guanyador del premi Pritzker, i la seva construcció va finalitzar l'any 1992.